# Ángel Galarza Gago
Ángel Galarza Gago (Madrid, 4 de novembre de 1891 – París, 26 de juliol 1966) va ser un jurista i polític espanyol membre del Partit Radical Socialista a la fundació del qual va contribuir en 1929, Fiscal General de l'Estat i ministre diverses vegades durant la Segona República Espanyola.

## Biografia
Oriünd de Zamora, Ángel Galarza va néixer a Madrid. Va cursar estudis de Dret i va exercir d'advocat criminalista a la seva ciutat natal. D'àmplia formació jurídica, especialitzat en dret penal, fou un actiu combatent contra la dictadura de Primo de Rivera, participant en el Pacte de Sant Sebastià. Un dels elements més significats del Partit Republicà Radical Socialista fundat en 1929.

### Segona República Espanyola
Després de la proclamació de la Segona República va ser nomenat Fiscal General de l'Estat. En 1931 va ser triat diputat per la província de Zamora renovant l'escó en les eleccions de 1936.
Galarza va ser situat al capdavant de la Direcció general de Seguretat, lloc del que va prendre possessió el 16 de maig de 1931, sent el creador de la Secció de Guàrdies d'Assalt i de Vigilants de Camins dins dels Cossos de Seguretat, tenint com a segon d'Agustín Muñoz Grandes. Galarza va anar també Sotssecretari del Ministeri de Comunicacions d'Espanya.

### Integració en el PSOE
En 1933 es va integrar en el Partit Socialista Obrer Espanyol, molt proper a les tesis de Francisco Largo Caballero. Després de les eleccions generals espanyoles de 1936 el seu discurs polític es radicalitza. Dies abans de l'assassinat de José Calvo Sotelo va proferir amenaces de mort contra aquest diputat.

### Guerra Civil
En produir-se el cop d'estat del 18 de juliol de 1936 fugí de Zamora aconsellat pel també diputat i amic seu Antonio Rodríguez Cid fuig a Portugal sense esperar l'arribada dels miners de Ponferrada.
Incorporat a la zona controlada pel Front Popular va ser nomenat Ministre de Governació en el gabinet format el 4 de setembre de 1936 una vegada iniciada la guerra civil. La seva falta de resposta davant successos com l'incendi d'esglésies i la persecució de religiosos per bandes incontrolades, va portar a la seva destitució el 17 de maig de 1937. No obstant això, encara que durant el ministeri del general Sebastián Pozas Perea, amb prou feines es van prendre mesures per acabar amb els passejos, fou Ángel Galarza qui sí que va signar diverses mesures legislatives amb l'objecte d'atallar aquest clima de violència especialment greu a Madrid. Tot i això, alguns autors neofranquistes li atribueixen la creació de les checas de repressió dels "desafectes" durant la Guerra Civil en la zona republicana. Després de la guerra es va exiliar a França, on va morir. El 1946 va ser expulsat del PSOE amb 35 militants més, tots ells renglerats amb Juan Negrín. El 2009, a títol pòstum, fou readmès a la disciplina del PSOE.